# I Got You (I Feel Good)
«I Got You (I Feel Good)» (Te tengo. Me siento bien) es un sencillo del cantante de soul y funk estadounidense James Brown, lanzado en  1 de enero de 1964.
Es una canción del álbum I Got You (I Feel Good). Escrita y producida por el propio James Brown, se transformó en uno de los temas con los que alcanza la fama mundial. Fue incluida en la lista las 500 mejores canciones de todos los tiempos según la revista Rolling Stone, en el puesto 78. 
La canción fue versionada por algunos artistas como Anastacia, Quincy Jones, Los Tamara, Ed Burleson, Los Johnny Jets Jessie J(como "Bule Bu"), Manolo Muñoz (como "Pudo ser (cualquier otra cosa)"), entre otros. 

Este tema también fue cantado a dúo en vivo por el propio James Brown y Robert Palmer.
La canción aparece en diversas películas, entre ellas Buenos días, Vietnam en 1998, Garfield: la película en 2004 y Transformers en 2007, entre otras.
Aparece en el capítulo de Los Simpson; Filosofía Bartiana y la película de Garfield.